# Леон, Уго де
У́го Эдуа́рдо де Лео́н Родри́гес (исп. Hugo Eduardo de León Rodrigues; род. 27 февраля 1958, Ривера) — уругвайский футболист и футбольный тренер, в настоящее время занимается политической деятельностью. Один из самых выдающихся защитников мирового футбола 1980-х годов.

## Биография

### Футболист
С детства увлекался футболом, всегда отличался своими лидерскими качествами, определившими впоследствии его позицию на поле — защитника, с которой легче видеть игру своих партнёров впереди и умело руководить их действиями на поле.
В 17 лет попал в молодёжный состав великого уругвайского клуба «Насьоналя», где сразу стал капитаном. В основе «трёхцветных» закрепился в 1977 году.
По-настоящему звёздным для де Леона и его команды выдался 1980 год — «Насьональ» во второй раз в своей истории выиграл Кубок Либертадорес и во второй же раз присовокупил к этому титул лучшей команды планеты (в матче за Межконтинентальный кубок был обыгран клубный чемпион Европы «Ноттингем Форест»). Однако сам де Леон не смог принять участие в МК-1980, поскольку к тому моменту (матч проводился в феврале 1981 года) уже перешёл в «Гремио».
В тот же год Уго выиграл в составе сборной Уругвая, в которой он дебютировал в июле 1979, турнир «Мундиалито», или Золотой Кубок чемпионов мира, приуроченный к 50-летию первого чемпионата мира (турнир начался в декабре 1980, а финал состоялся в январе 1981 года).
После своего триумфа в «Насьонале» де Леон перешёл в бразильский «Гремио». Эта команда в последние годы резко прогрессировала и приход де Леона словно внёс последний штрих перед великими победами команды. В первый же свой сезон за «трёхцветных» из Порту-Алегри де Леон становится чемпионом Бразилии — это был и первый титул столь высокого уровня в истории клуба. А спустя 2 года, в 1983, де Леон повторил высший дубль для мирового клубного футбола с «Гремио» — вначале был завоёван Кубок Либертадорес, а затем была добыта победа над европейской командой в Межконтинентальном кубке — на сей раз поверженным оказался западногерманский «Гамбург», что стало своего рода компенсацией за неучастие в МК-1980.
В 1984—1987 гг. выступал за другие два великих клуба Бразилии — «Коринтианс» и «Сантос», однако последний испытывал тяжёлые времена, и игрок после этого один сезон провёл в испанском «Логроньесе».
В 1988 году де Леон принял решение возвратиться в родной «Насьональ». И с ходу команде покорилась очередная вершина — Кубок Либертадорес и Межконтинентальный кубок за один год. В финале КЛ-88 де Леон отметился забитым голом в дополнительное время в ворота «Ньюэллс Олд Бойз», что довело счёт матча до 3:0. Де Леон, наконец, принял участие в МК за родную команду, он провёл всю игру против ПСВ (один из базовых клубов сборной Голландии, ставшей в том году чемпионом Европы), закончившуюся со счётом 2:2. Де Леон был среди тех, кто реализовал свою попытку в послематчевой серии пенальти и «Насьональ» выиграл со счётом 7:6, завоевав свой третий из трёх Межконтинентальных кубков.
В 1989—1990 гг. выступал за аргентинский «Ривер Плейт», где стал чемпионом этой страны. В 1989 году в составе сборной принял участие в Кубке Америки, а год спустя — в чемпионате мира, после чего завершил 11-летнюю карьеру в «Селесте».
В 1991—1992 гг. выступал в бразильском «Ботафого» и японской «Тосибе». Завершил карьеру футболиста в 1993 году в родном «Насьонале».

### Футбольный тренер
В 1997 году де Леон тренировал бразильский «Флуминенсе», который испытывал жесточайший кризис. В 1998 и в 2000—2001 гг. трижды приводил «Насьональ» к титулу чемпионов Уругвая. В 2004 году тренировал мексиканский «Монтеррей».
В 2005 году внёс свой вклад в победу «Гремио», за который некогда выступал в качестве игрока, в Серии B чемпионата Бразилии. «Гремио» провёл лишь один сезон во втором эшелоне бразильского футбола и в том числе та перестройка, которую устроил Уго де Леон, позволила команде и дальше прогрессировать (во многом благодаря пришедшему Мано Менезесу) — в частности, в 2006 году «Гремио» уже без де Леона с ходу занял третье место в Серии A, а в 2007 году «Мушкетёры» дошли до финала Кубка Либертадорес, где уступили «Боке Хуниорс».

### Политик
Однако де Леон принял решение начать политическую карьеру. В марте 2009 года Уго де Леон начал активную агитационную кампанию в поддержку исторически крупнейшей партии Уругвая — Колорадо, которая в последние годы испытывает серьёзный кризис.
16 июля 2009 года де Леон стал кандидатом в вице-президенты Уругвая от партии Колорадо в тандеме с кандидатом в президенты Педро Бордаберри. Хотя тандем и не смог пройти во второй тур, а президентом в итоге стал кандидат от Широкого фронта Хосе Мухика (в соперничестве с бывшим президентом страны Луисом Лакалье из Национальной партии), партия Колорадо прибавила по сравнению с выборами 2004 года — 17 % голосов избирателей против 10 %.

## Титулы

### Игрок
- Чемпион Уругвая (3): 1977, 1980, 1992
- Чемпион Бразилии: 1981
- Чемпион Аргентины: 1989/90
- Чемпион Южной Америки среди молодёжи: 1977
- Кубок Либертадорес (3): 1980, 1983, 1988
- Межконтинентальный кубок (2): 1983, 1988
- Рекопа Южной Америки: 1989
- Межамериканский кубок: 1988
- Мундиалито: 1980/81

### Тренер
- Чемпион Уругвая (3): 1998, 2000, 2001
- Чемпион Серии B Бразилии: 2005 (пост-фактум)